# John e Evelyn Billings
Dr. John Billings, AM, KC*SG, FRCP, FRACP (5 de março de 1918 — 1 de abril de 2007) e sua esposa Evelyn Billings AM, DC*SG (8 de fevereiro de 1918 — 16 de fevereiro de 2013) foram médicos australianos que foram pioneiros no método de planejamento familiar natural, conhecido inicialmente como o Método de Ovulação, e posteriormente Método de ovulação Billings. 
John Billings nasceu em Melbourne e foi educado no Xavier College, e na Universidade de Melbourne, onde recebeu seu grau de Doutor em Medicina. 
Casou-se com Evelyn Livingston em 1943, e tiveram nove filhos. Ele serviu como um médico com a força imperial australiana na Nova Guiné durante a Segunda Guerra Mundial.
Em 1947, John Billings foi premiado com um Nuffield Fellowship para pós-graduação em Londres, onde se especializou em neurologia. Em seu retorno à Austrália, tornou-se chefe do Departamento de Neurologia do Hospital São Vicente, em Melbourne, e decano da Faculdade de Medicina de Graduação na Faculdade de Medicina da Universidade de Melbourne. Ele era um médico excepcional e professor excepcional, e atuou no Conselho de Pesquisa Médica da Austrália.
Em 1953, ele começou a trabalhar em um método de planejamento familiar natural, envolvendo a observação de vários indicadores de fertilidade e infertilidade, concentrando-se, gradualmente, sobre as mudanças nos padrões do muco cervical de sensação. Sua esposa, a Dra. Evelyn "Lyn" Billings, envolveu-se a partir de 1963. O casal fundou a Organização Mundial do Método de Ovulação Billings Billings (WOOMB) como o órgão responsável por ensinar o método em todo o mundo.  Embora Billings manteve sua carreira como uma consultoria neurologista no Hospital de St Vincent, ele e sua esposa passaram grande parte do ano viajando para outros países, e formando professores no Método de ovulação Billings, palestras para médicos e estudantes, e criação de centros de ensino.   O Método pioneiro da Billings foi aprovado tanto pela Igreja Católica e utilizado pela Organização Mundial da Saúde. Foi o único método natural aceito pelo Governo chinês. 